# Palazzo Buono
Le Palazzo Buono est un palais de Naples situé sur la via Toledo dans le quartier de Montecalvario.  

## Histoire
Il a été commandé pour la première fois au XVIIe siècle par la famille De Curtis et conçu par Bartolomeo Picchiatti. Il abrita plus tard la banque Monte dei Poveri Vergognosi et devint pendant les dix années d'occupation française le tribunal de commerce .
Après le départ des Français, il a été acheté par la famille Buono, qui en 1826 a pris Gaetano Genovese pour le reconstruire en style néoclassique. Il fut ensuite acquis par les frères Bocconi, qui le transformèrent en grand magasin avant de le vendre en 1921 à la Società Magazzini Milanesi, devenue La Rinascente. En 2008, La Rinascente a fermé ses portes et le palais est resté fermé jusqu'en 2011, date à laquelle il est devenu un magasin H & M..